# Női 3000 méteres váltó futam a 2019-es rövidpályás gyorskorcsolya-Európa-bajnokságon
A 2019-es rövidpályás gyorskorcsolya-Európa-bajnokságon a nők 3000 méteres váltó futamát január 11. és január 13. között rendezték a hollandiai Dordrechtben.
A 3000 méteres női váltó fináléjában előbb az olaszok, majd nem sokkal később a franciák is elestek, így a Jászapáti Petra, Bácskai Sára, Marta Knoch, Somogyi Barbara összeállítású magyar váltó – az egész futamban a harmadik helyen korcsolyázva – bronzérmes lett a házigazda hollandok és az oroszok együttese mögött.

## Versenynaptár
Az időpont helyi idő szerint olvashatóak (UTC +01:00).
| Dátum                      | Időpont | Forduló     |
| -------------------------- | ------- | ----------- |
| 2019. január 11., péntek   | 18:41   | Negyeddöntő |
| 2019. január 12., szombat  | 17:54   | Elődöntő    |
| 2019. január 13., vasárnap | 12:26   | B döntő     |
| 2019. január 13., vasárnap | 17:19   | Döntő       |

## Eredmény
| #  | ország                   | helyezés                                                                                 | helyezés    | helyezés                                                                                  | helyezés | helyezés                                                             | helyezés | helyezés                                                                                  | helyezés |
| #  | ország                   | negyeddöntő                                                                              | negyeddöntő | elődöntő                                                                                  | elődöntő | B döntő                                                              | B döntő  | döntő                                                                                     | döntő    |
| #  | ország                   | csapat                                                                                   | idő         | csapat                                                                                    | idő      | csapat                                                               | idő      | csapat                                                                                    | idő      |
| -- | ------------------------ | ---------------------------------------------------------------------------------------- | ----------- | ----------------------------------------------------------------------------------------- | -------- | -------------------------------------------------------------------- | -------- | ----------------------------------------------------------------------------------------- | -------- |
|    | Hollandia · (NED)        | Lara van Ruijven Suzanne Schulting Rianne de Vries Tineke den Dulk                       | 4:13,441    | Yara van Kerkhof Lara van Ruijven Suzanne Schulting Rianne de Vries                       | 4:09,945 |                                                                      |          | Yara van Kerkhof Lara van Ruijven Suzanne Schulting Rianne de Vries                       | 4:09,396 |
|    | Oroszország · (RUS)      | Jekatyerina Jefremenkova Jevgenyija Zaharova Jekatyerina Konsztantyinova Jemina Malagics | 4:14,518    | Szofija Proszvirnova Jekatyerina Jefremenkova Jekatyerina Konsztantyinova Jemina Malagics | 4:19,353 |                                                                      |          | Szofija Proszvirnova Jekatyerina Jefremenkova Jekatyerina Konsztantyinova Jemina Malagics | 4:10,446 |
|    | Magyarország · (HUN)     | Jászapáti Petra Bácskai Sára Somogyi Barbara Marta Knoch                                 | 4:21,314    | Jászapáti Petra Bácskai Sára Somogyi Barbara Marta Knoch                                  | 4:21,180 |                                                                      |          | Jászapáti Petra Bácskai Sára Somogyi Barbara Marta Knoch                                  | 4:14,412 |
| 4  | Franciaország · (FRA)    | Tifany Huot-Marchand Véronique Pierron Gwendoline Daudet Aurélie Monvoisin               | 4:13,531    | Tifany Huot-Marchand Véronique Pierron Gwendoline Daudet Aurélie Monvoisin                | 4:10,301 |                                                                      |          | Tifany Huot-Marchand Véronique Pierron Gwendoline Daudet Aurélie Monvoisin                | 4:20,960 |
|    |                          |                                                                                          |             |                                                                                           |          |                                                                      |          |                                                                                           |          |
| 5  | Olaszország · (ITA)      | Martina Valcepina Cecilia Maffei Elena Viviani Nicole Botter Gomez                       | 4:21,226    | Martina Valcepina Cecilia Maffei Elena Viviani Arianna Sighel                             | 4:34,051 | Martina Valcepina Cecilia Maffei Nicole Botter Gomez Arianna Sighel  | 4:23,209 |                                                                                           |          |
| 6  | Németország · (GER)      | Anna Seidel Bianca Walter Gina Jacobs Anna Gaertner                                      | 4:17,069    | Anna Seidel Bianca Walter Gina Jacobs Anna Gaertner                                       | 4:28,187 | Anna Seidel Bianca Walter Gina Jacobs Lisa Eckstein                  | 4:30,051 |                                                                                           |          |
| 7  | Csehország · (CZE)       | Michaela Sejpalová Milada Doslá Petra Vaňková Tereza Pfeiferová                          | 4:20,867    | Michaela Sejpalová Michaela Kuncířová Milada Doslá Tereza Pfeiferová                      | 4:21,110 | Michaela Sejpalová Michaela Kuncířová Milada Doslá Tereza Pfeiferová | 4:30,745 |                                                                                           |          |
|    |                          |                                                                                          |             |                                                                                           |          |                                                                      |          |                                                                                           |          |
| 8  | Lengyelország · (POL)    | Natalia Maliszewska Patrycja Maliszewska Kamila Stormowska Nicole Mazur                  | 4:13,596    | Natalia Maliszewska Patrycja Maliszewska Kamila Stormowska Nicole Mazur                   | PEN      |                                                                      |          |                                                                                           |          |
|    |                          |                                                                                          |             |                                                                                           |          |                                                                      |          |                                                                                           |          |
| 9  | Ukrajna · (UKR)          | Marija Uzakova Marija Dolhopolova Diana Mihalcsuk Anna Davidenko                         | 4:30,247    |                                                                                           |          |                                                                      |          |                                                                                           |          |
| 10 | Fehéroroszország · (BLR) | Marija Izafatava Hanna Izafatava Maryia Tsiaselkina Volha Talajeva                       | 4:34,034    |                                                                                           |          |                                                                      |          |                                                                                           |          |
| 11 | Horvátország · (CRO)     | Katarina Burićy Valentina Aščić Maja Ivandić Danijela Ivandić                            | 4:34,464    |                                                                                           |          |                                                                      |          |                                                                                           |          |

____
Magyarázat:
• PEN = kizárva